# Анджела, Рэмзи
Рэ́мзи А́нджела (нидерл. Ramsey Angela; род. 6 ноября 1999, Роттердам, Южная Голландия) — нидерландский легкоатлет, чемпион Европы 2021 года, серебряный призёр летних Олимпийских игр 2020 в Токио в эстафете 4х400 метров.

## Биография
Родился 6 ноября 1999 года в городе Роттердам, Нидерланды. Легкой атлетикой начал заниматься, когда ему было 11 лет.
Выступает за спортивный клуб PAC Rotterdam и сборную Нидерландов.
Тренер — Лоран Мёвли.
Вместе с голландской командой он стал чемпионом Европы в итальянском городе Турине по легкой атлетике в помещении в 2021 году в эстафете 4 × 400 метров.
Также в 2021 году стал победителем на чемпионате мира по легкоатлетическим эстафетам в польском городе Хожуве. Вместе с товарищами он выиграл в эстафете 4х400 метров.
На летних Олимпийских играх 2020 года в Токио выиграл серебряную медаль в эстафете 4х400 метров. Вместе с ним этапы бежали Лимарвин Боневасия, Терренс Агард и Тони ван Дипен. Эстафетная команда из Нидерландов в финале уступила первенство команде США и опередила команду Ботсваны.
Также участвует в соревнованиях в беге на 400 метров с барьерами.

## Личная жизнь
Является открытым геем.